# Dave Grusin
Dave Grusin (Littleton, Colorado, Estats Units, 26 de juny de 1934) és un compositor, arranjador i pianista estatunidenc. Ha tingut diverses nominacions als premis Oscar, als premis Grammy i als premis Golden Globe. Va guanyar un Oscar per la música de la pel·lícula The Milagro Beanfield War de Robert Redford. I, entre d'altres, va guanyar un premi Grammy per la música a Els fabulosos Baker Boys; el seu primer Grammy el va guanyar pel seu àlbum de música, Harlequin, el 1985; els seus àlbums de crossover de clàssics, Two Worlds i Amparo, també van ser nominats a Grammys.
Grusin ha compost moltes bandes sonores per al cinema i la televisió, guanyant nombrosos premis per al seu treball. Encara que ha treballat en molts estils musicals, ha destacat sobretot com a artista de jazz. La música de Grusin es caracteritza per una combinació de soft jazz i melodies de blues i sentimentals temes d'amor al piano, un estil que ha fet encapritxar a directors com Warren Beatty i Robert Redford. Entre 1998 i 1999, va aparèixer en la llista del "10 millors artistes de jazz" de la revista  Billboard',

## Biografia
Va néixer a Littleton, Colorado; la mare de Grusin era pianista i el seu pare, un violinista de Riga, Letònia. va estudiar música a la Universitat de Colorado a Boulder i va obtenir el títol de grau el 1956. Entre els seus professors figuraven Cecil Effinger i Wayne Scott, pianista, arranjador i professor de jazz.
Després d'estudiar Grusin esdevenia el pianista habitual i arranjador del cantant Andy Williams, que el portà l'any 1966 al seu tret de sortida al món del cinema amb una pel·lícula per la TV anomenada Gidget, protagonitzada per Sally Field. Va produir el seu primer senzill, "Subways Are for Sleeping", el 1962 i la seva primera partitura de pel·lícula per a Divorce American Style (1967). Es van seguir altres partitures, com ara Winning (1969), The Friends of Eddie Coyle (1973), The Midnight Man (1974) i Three Days of the Condor (1975).
D'aquesta manera, començava una doble carrera. El Dave Grusin llegenda de jazz, el pianista virtuós, l'artista, amb àlbums reeixits com Migration, Homage to the Duke i Two For The Road. Llavors hi ha el Dave Grusin compositor de cinema, al qual s'ha reconegut entre altres premis amb vuit nominacions a l'Oscar, incloent el que va guanyar el 1988 pel film de Robert Redford The Milagro Beanfield War, el que ha compost per a pel·lícules reeixides com El graduat (1967), La noia de l'adéu (1977), El cel pot esperar (1979), The Electric Horseman (1979), El campió (1979), On Golden Pond (1981), Tootsie (1982), The Goonies (1985), Tequila Sunrise (1988), Els fabulosos Baker Boys (1989), Havana (1990), The Firm (1993) i Hope Floats (1998).
Va rebre un doctorat honorífic del Berklee College of Music el 1988 i de la Universitat de Colorado, College of Music, el 1989. Grusin fou iniciat en el Beta Chi Chapter of Phi Mu Alpha Sinfonia de la Universitat de Colorado el 1991.

## Filmografia
- Divorce American Style - 1967
- El graduat - 1967
- The Heart Is a Lonely Hunter - 1968
- Where Were You When the Lights Went Out - 1968
- Winning - 1969
- Tell Them Willie Boy is Here - 1969
- Candy - 1971
- Shootout - 1971
- The Gang That Couldn't Shoot Straight - 1971
- The Friends of Eddie Coyle - 1973
- The Midnight Man - 1974
- Three Days of the Condor - 1975
- Un cadàver a les postres - 1976
- La noia de l'adéu (The Goodbye Girl) - 1977
- Bobby Deerfield - 1977
- El cel pot esperar - 1978
- The Electric Horseman - 1979
- Justícia per a tothom - 1979
- El campió (The Champ) - 1979
- My Bodyguard - 1980
- On Golden Pond - 1981
- Absence of Malice - 1981
- Rojos - 1981
- Tootsie - 1982
- Author! Author! - 1982
- The Little Drummer Girl - 1984
- Falling in Love - 1984
- Racing With the Moon - 1984
- The Goonies - 1985
- Lucas - 1985
- Ishtar - 1987
- The Milagro Beanfield War - 1988
- Tequila Sunrise - 1988
- Els fabulosos Baker Boys - 1989
- Havana - 1990
- Bonfire of the Vanities - 1990
- For the Boys - 1991
- The Firm - 1993
- The Cure - 1995
- Mulholland Falls - 1996
- Random Hearts - 1999
- Dinner With Friends - 2001